# Вандомська площа (фільм)
«Вандомська площа» (фр. Place Vendôme) — французька кримінальна драма режисерки Ніколь Гарсіа, поставлена у 1998 році. Фільм було номіновано у 12 категоріях на отримання премії «Сезар»; фільм змагався за головний приз — Золотого лева — 55-го Венеційського кінофестивалю (1998), а виконавиця головної ролі Катрін Денев отримала Кубок Вольпі як найкраща акторка.

## Сюжет
Власника паризької ювелірної фірми Венсана Маліве (Бернар Фрессон) звинувачують у скупці крадених речей. Чоловік, що присвятив себе улюбленій справі, не може впоратися з труднощами, що навалилися на нього, і здійснює самогубство. Його дружина Маріана (Катрін Денев), успішна й дуже вродлива жінка, в'яне на очах після важкої втрати чоловіка. Вона поступово втрачає сенс життя і впадає в депресію. Своє горе вона воліє заглушати міцним алкоголем. Воднораз Маріана знаходить сім дуже дорогих алмазів. Вона не знає, як їй поступити, і вирішує заспокоїтися і продати коштовності. Але з часом діаманти починають заволодівати нею і стають її пристрастю.

## В ролях
| Актор(ка)       |   | Роль          |
| --------------- | - | ------------- |
| Катрін Денев    | … | Маріана       |
| Жан-П'єр Бакрі  | … | Жан-П'єр      |
| Еммануель Сеньє | … | Наталі        |
| Жак Дютрон      | … | Баттістеллі   |
| Бернар Фрессон  | … | Венсан Маліве |
| Франсуа Берлеан | … | Ерік Маліве   |
| Драган Ніколич  | … | Янос          |
| Отто Таузіґ     | … | Семі          |
| Ласло Сабо      | … | Шарлі Росен   |
| Малік Зіді      | … | син Семі      |

## Визнання

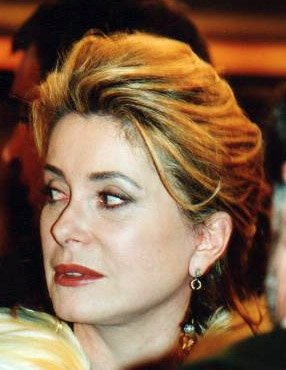
Катрін Денев на церемонії «Сезара», 1999 рік.

| Нагороди та номінації фільму «Вандомська площа» | Нагороди та номінації фільму «Вандомська площа» | Нагороди та номінації фільму «Вандомська площа» | Нагороди та номінації фільму «Вандомська площа» | Нагороди та номінації фільму «Вандомська площа» | Нагороди та номінації фільму «Вандомська площа» |
| Рік                                             | Нагорода                                        | Категорія                                       | Номінант                                        | Результат                                       |                                                 |
| ----------------------------------------------- | ----------------------------------------------- | ----------------------------------------------- | ----------------------------------------------- | ----------------------------------------------- | ----------------------------------------------- |
| 1998                                            | 55-й Венеційський кінофестиваль                 | Золотий лев                                     | Вандомська площа                                | Номінація                                       |                                                 |
| 1998                                            | 55-й Венеційський кінофестиваль                 | Кубок Вольпі найкращій акторці                  | Катрін Денев                                    | Перемога                                        |                                                 |
| 1999                                            | Премія «Сезар»                                  | Найкращий фільм                                 | Вандомська площа                                | Номінація                                       |                                                 |
| 1999                                            | Премія «Сезар»                                  | Найкраща режисерська робота                     | Ніколь Гарсіа                                   | Номінація                                       |                                                 |
| 1999                                            | Премія «Сезар»                                  | Найкраща акторка                                | Катрін Денев                                    | Номінація                                       |                                                 |
| 1999                                            | Премія «Сезар»                                  | Найкращий актор другого плану                   | Жак Дютрон                                      | Номінація                                       |                                                 |
| 1999                                            | Премія «Сезар»                                  | Найкращий актор другого плану                   | Бернар Фрессон                                  | Номінація                                       |                                                 |
| 1999                                            | Премія «Сезар»                                  | Найкраща акторка другого плану                  | Еммануель Сеньє                                 | Номінація                                       |                                                 |
| 1999                                            | Премія «Сезар»                                  | Найкращий оригінальний або адаптований сценарій | Ніколь Гарсіа, Жак Ф'єскі                       | Номінація                                       |                                                 |
| 1999                                            | Премія «Сезар»                                  | Найкраща операторська робота                    | Лоран Дайян                                     | Номінація                                       |                                                 |
| 1999                                            | Премія «Сезар»                                  | Найкращі декорації                              | Т'єррі Фламан                                   | Номінація                                       |                                                 |
| 1999                                            | Премія «Сезар»                                  | Найкращий звук                                  | Жан-П'єр Дюре, Домінік Еннекен                  | Номінація                                       |                                                 |
| 1999                                            | Премія «Сезар»                                  | Найкращий монтаж                                | Люк Барньє, Франсуаза Бонно                     | Номінація                                       |                                                 |
| 1999                                            | Премія «Сезар»                                  | Найкращий дизайн костюмів                       | Наталі дю Роскот, Елізабет Таверньє             | Номінація                                       |                                                 |